# Firlejowie herbu Lewart

Lewart, herb Firlejów

Firlejowie – polski ród magnacki herbu Lewart.

## Firlejowie w Polsce
Według Herbarza Polski Kaspra Niesieckiego, pierwszy pradziad Firlejów został sprowadzony do Polski przez Władysława Łokietka w 1317 roku. Był to Ostafi herbu Lewart, potomek Lamfrida, margrabiego prowincji Wielonieńskiej i pochodził z Frankonii, z Niemiec. W Polsce objął stanowisko stolnika krakowskiego i zamieszkał wraz z rodziną w Dąbrowicy. Od sprawowanego urzędu tytułowano go z niemiecka firlejer, a powszechnie zwano Firlej. Wg innych protoplastami rodu byli w XIV wieku bracia: Dzierżek, kanonik kolegiaty Św. Floriana na krakowskim Kleparzu oraz Eustachy (Ostasz, Hostasiusz) z Bejsc. 
Firlejowie w okresie XV-XVII wieku należeli do najpotężniejszych rodów magnackich w Małopolsce. Wchodzili w koligacje z pierwszymi rodami Rzeczypospolitej – Wiśniowieckimi, Potockimi, 
Ossolińskimi, Opalińskimi, Leszczyńskimi. Piastowali wysokie urzędy państwowe (kasztelana krakowskiego, wojewodów, marszałków, hetmanów) i kościelne (prymasa, biskupa). Za swoje zasługi otrzymali od królów wiele dóbr ziemskich. 

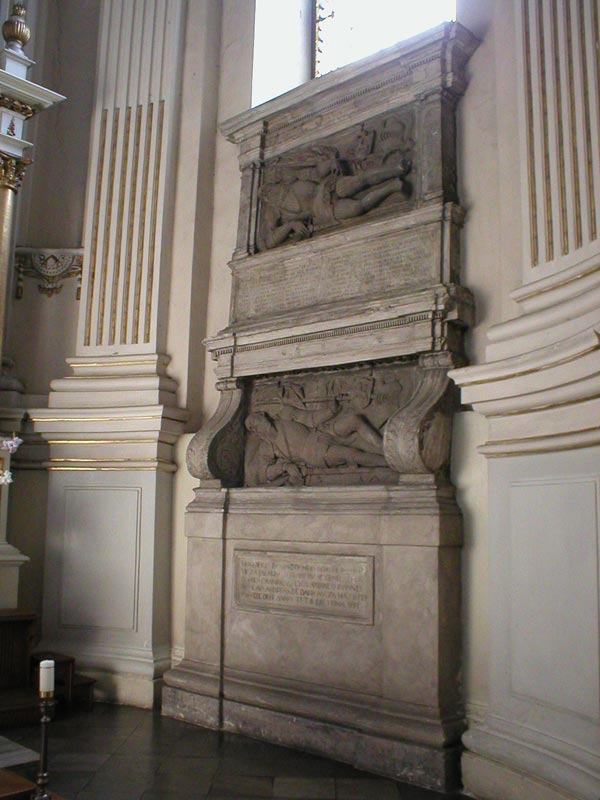
Nagrobek hetmana Mikołaja Firleja i Piotra Firleja w kościele dominikanów w Lublinie

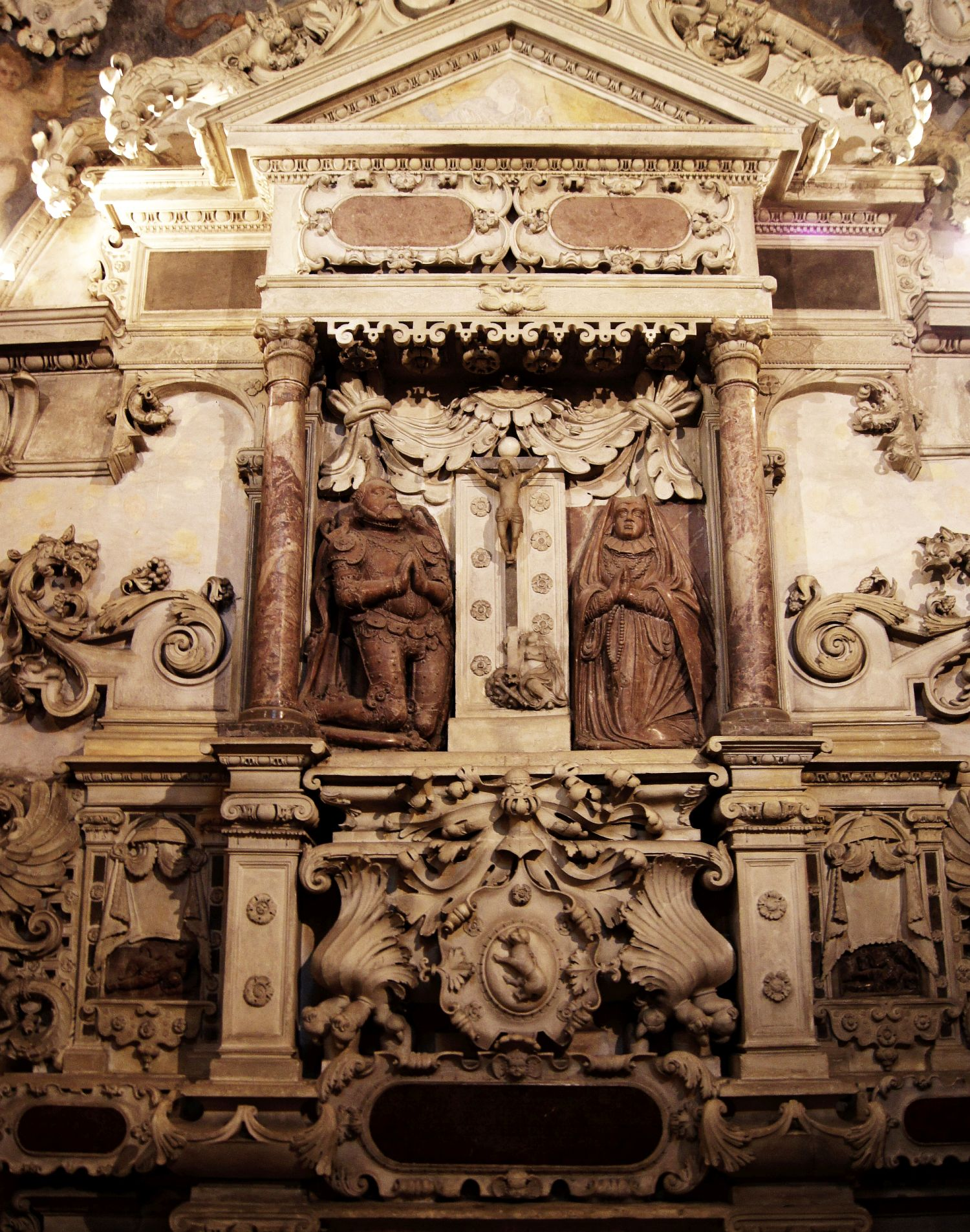
Nagrobek Firlejów w Bejscach

Wybudowali szereg zamków i pałaców, m.in. w Dąbrowicy w XIV wieku, w Janowcu ok. 1530 roku, a także w Kocku, Lubartowie, Czemiernikach, Łęcznej. Rozbudowali zamek w Kazimierzu Dolnym. Posiadali też dwór na Czwartku w Lublinie. Założyli takie miejscowości jak Lubartów (ówcześnie Lewartów), Firlej, Markuszów, Baranów, Czemierniki, Janowiec. Wg Paprockiego w XV wieku boczne linie Firlejów, zaczęły używać nazwisk pochodzących od ich głównych siedzib, np. Markuszewscy od Markuszowa, Meglewscy od Melgwi, inne to Konarscy, Broniewscy, ale wszystkie używały herbu Lewart. Na przełomie XVI i XVII wieku Firlejowie byli czołowymi eksporterami zboża.
Od czasów Jana Firleja, Firlejowie byli zagorzałymi kalwinami (protestantyzm) potępianymi przez katolików. Choć większość synów Jana, przeszła na katolicyzm już w latach 70 XVI wieku, to jedna gałąź rodu wytrwała w kalwinizmie aż do połowy XVII wieku, gdy wygasła.
Z biegiem czasu ród Firlejów mocno podupadł, najbogatsze linie nie miały męskich potomków, a biedniejsze linie rozrosły się tak mocno, że spadły w szeregi średniej i ubogiej szlachty.
Historia rodu Firlejów nie jest w pełni znana i udokumentowana. Nieliczne opisy historyczne kończą się na roku 1730. W roku 1995 w Janowcu powołano Towarzystwo Przyjaciół Janowca, które organizuje spotkania na temat rodu Firlejów i wydaje cykliczne opracowania.

## Zarys genealogii
- Piotr Firlej z Dąbrowicy (zm. 1499)
  - Mikołaj Firlej (zm. 1526)
    - Piotr Firlej (wojewoda ruski) (zm. 1553)
      - Jan Firlej, marszałek wielki koronny, kalwinista
        - Mikołaj Firlej (zm. 1600), (kalwinista, potem katolik)
        - Andrzej Firlej (kasztelan radomski) (zm. 1609) (kalwinista)
          - Andrzej Firlej (wojewoda sandomierski) (1583-1649) (kalwinista)

        - Jan Firlej (podskarbi wielki koronny) (zm. 1614) (kalwinista, potem katolik)
          - Henryk Firlej (1599–1635)

        - Piotr Firlej (wojewoda lubelski) (zm. 1619) (kalwinista, potem katolik)
          - Stanisław Firlej (kasztelan)
            - Jan Firlej (zm. po 1670)

          - Piotr Firlej (zm. 1650)
          - Mikołaj Firlej
            - Jan Firlej (kasztelan sanocki)

        - Henryk Firlej (arcybiskup gnieźnieński) (kalwinista, potem katolik)

## Pałace i zamki

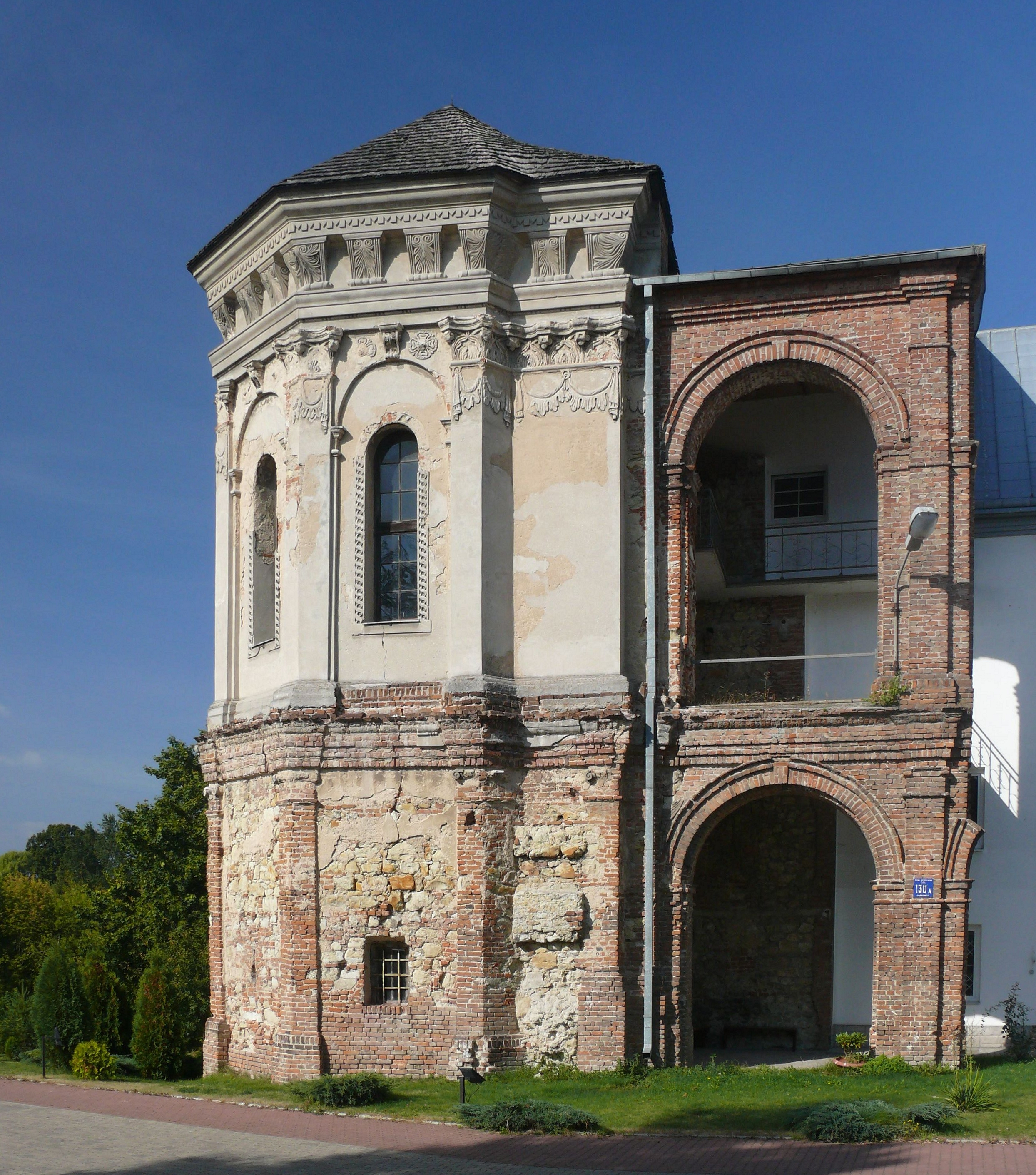
Ruiny zamku w Dąbrowicy
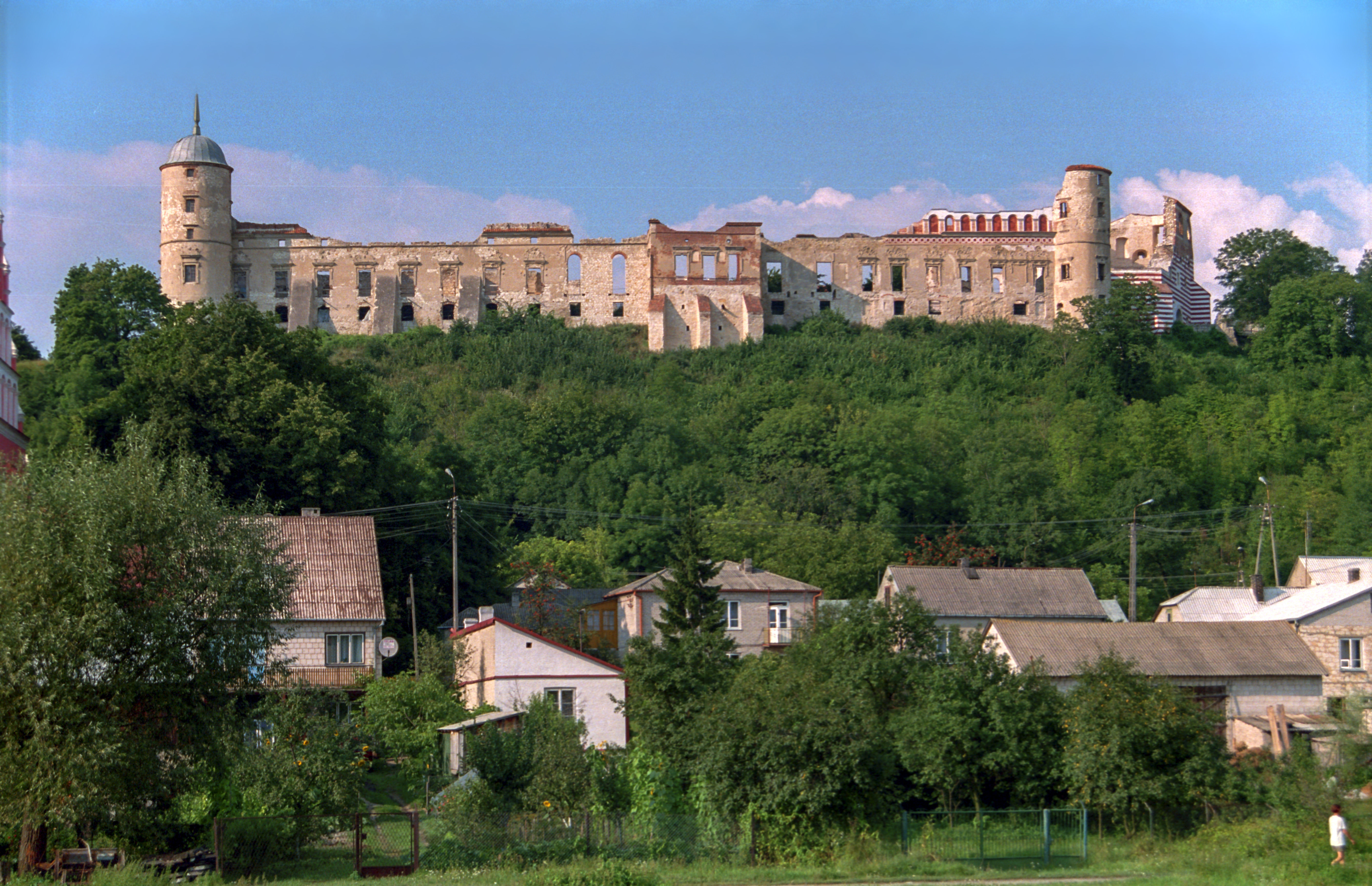
Zamek w Janowcu (ruina)
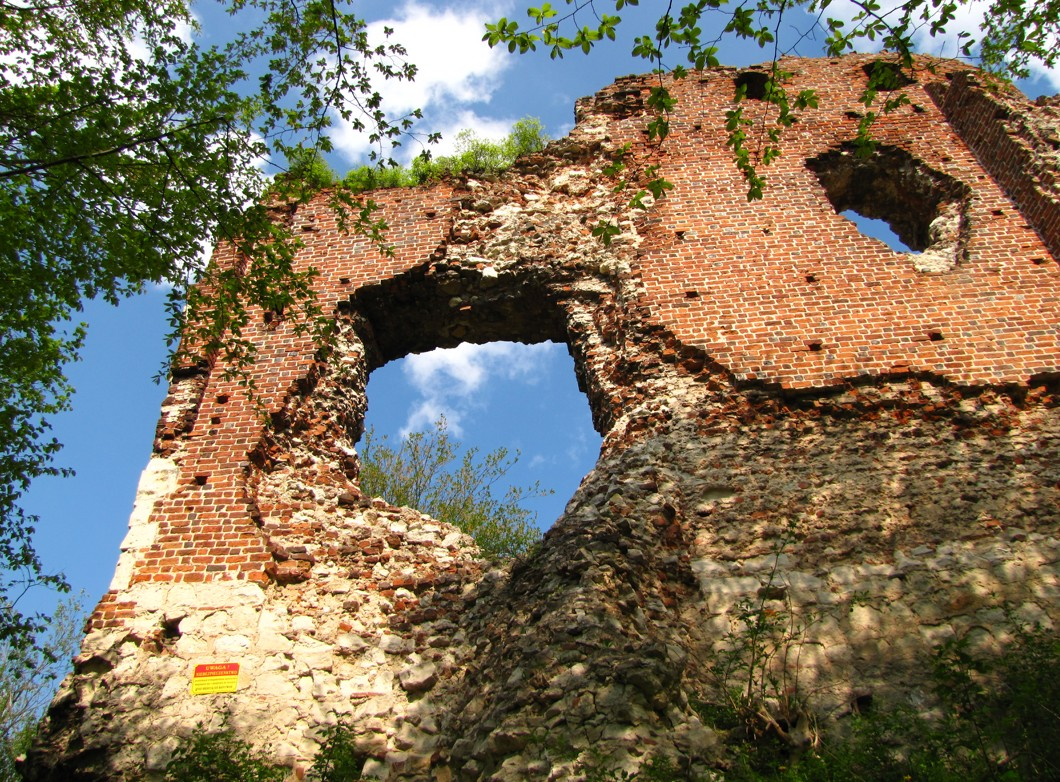
Zamek w Bochotnicy (ruina)
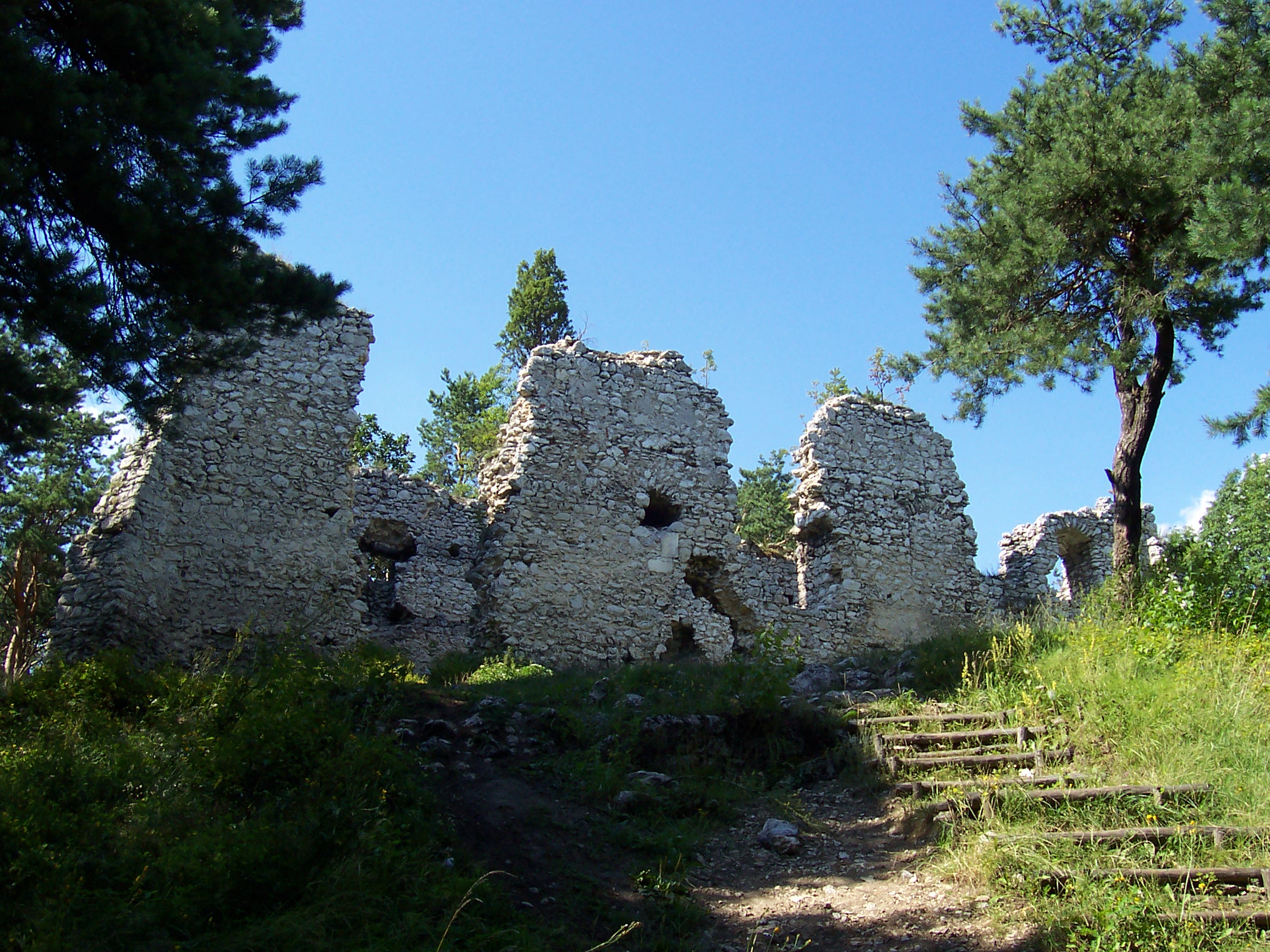
Zamek w Bydlinie (ruina)
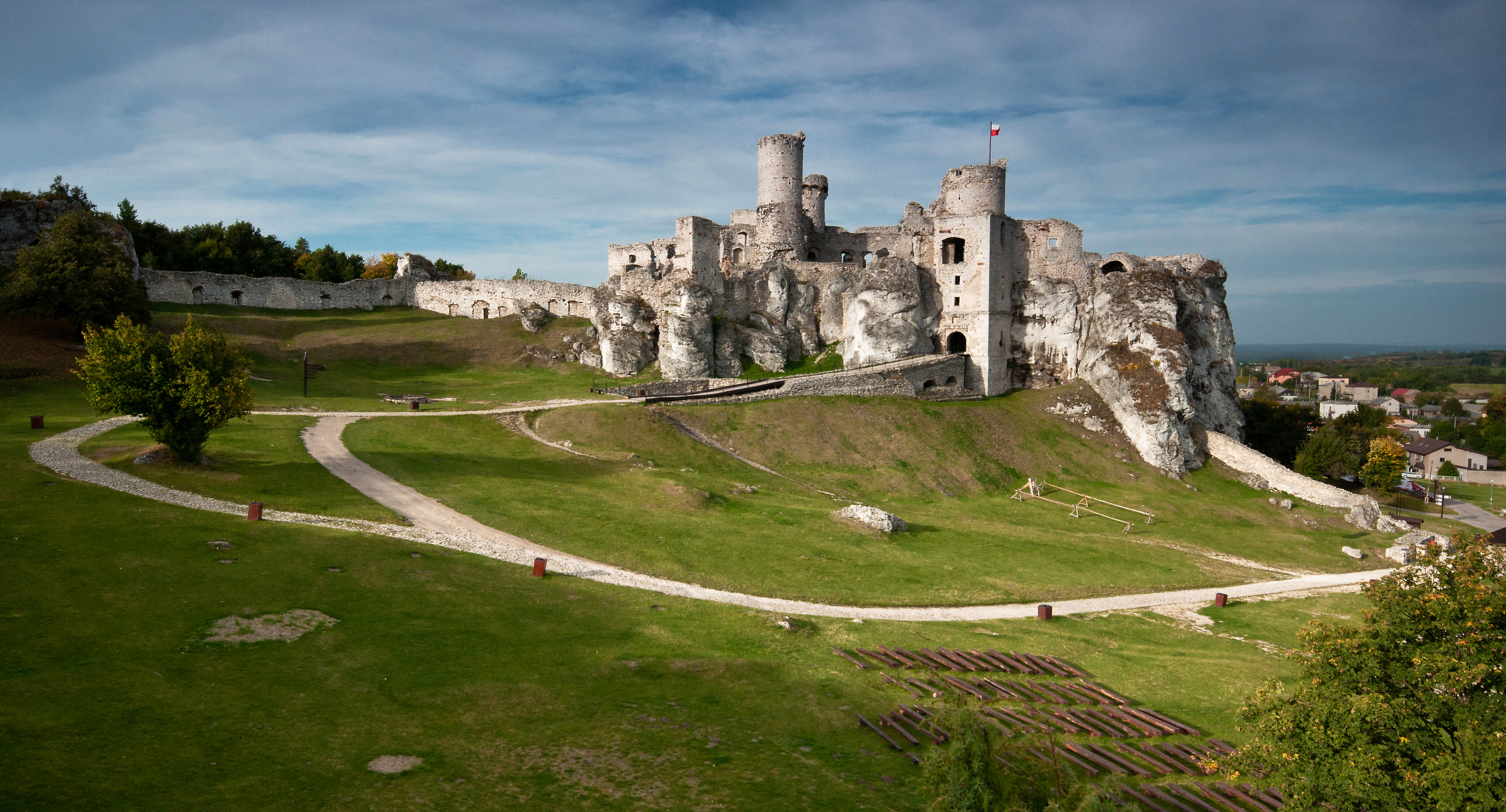
Zamek Ogrodzieniec (ruina)
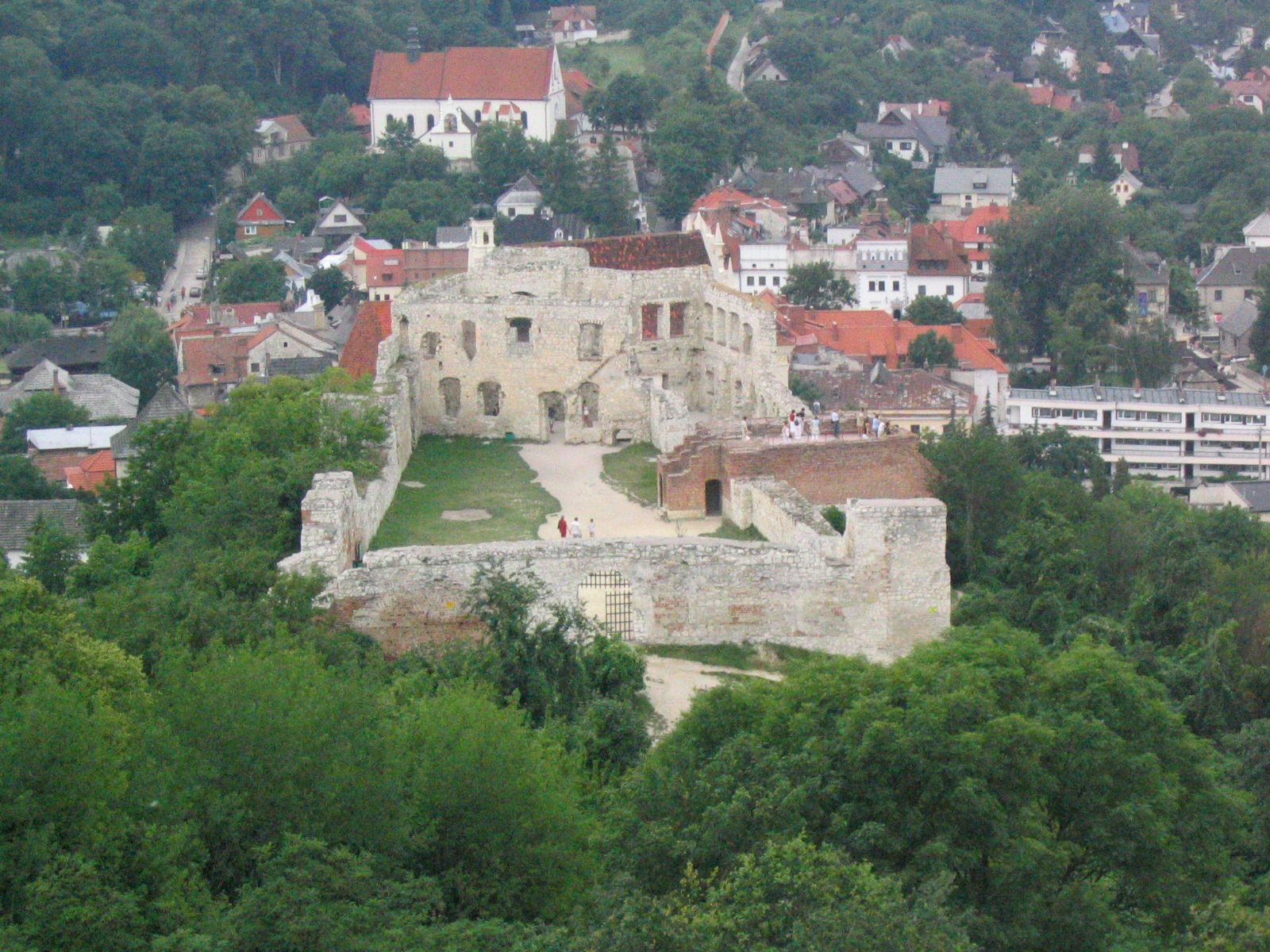
Zamek w Kazimierzu Dolnym (ruina)
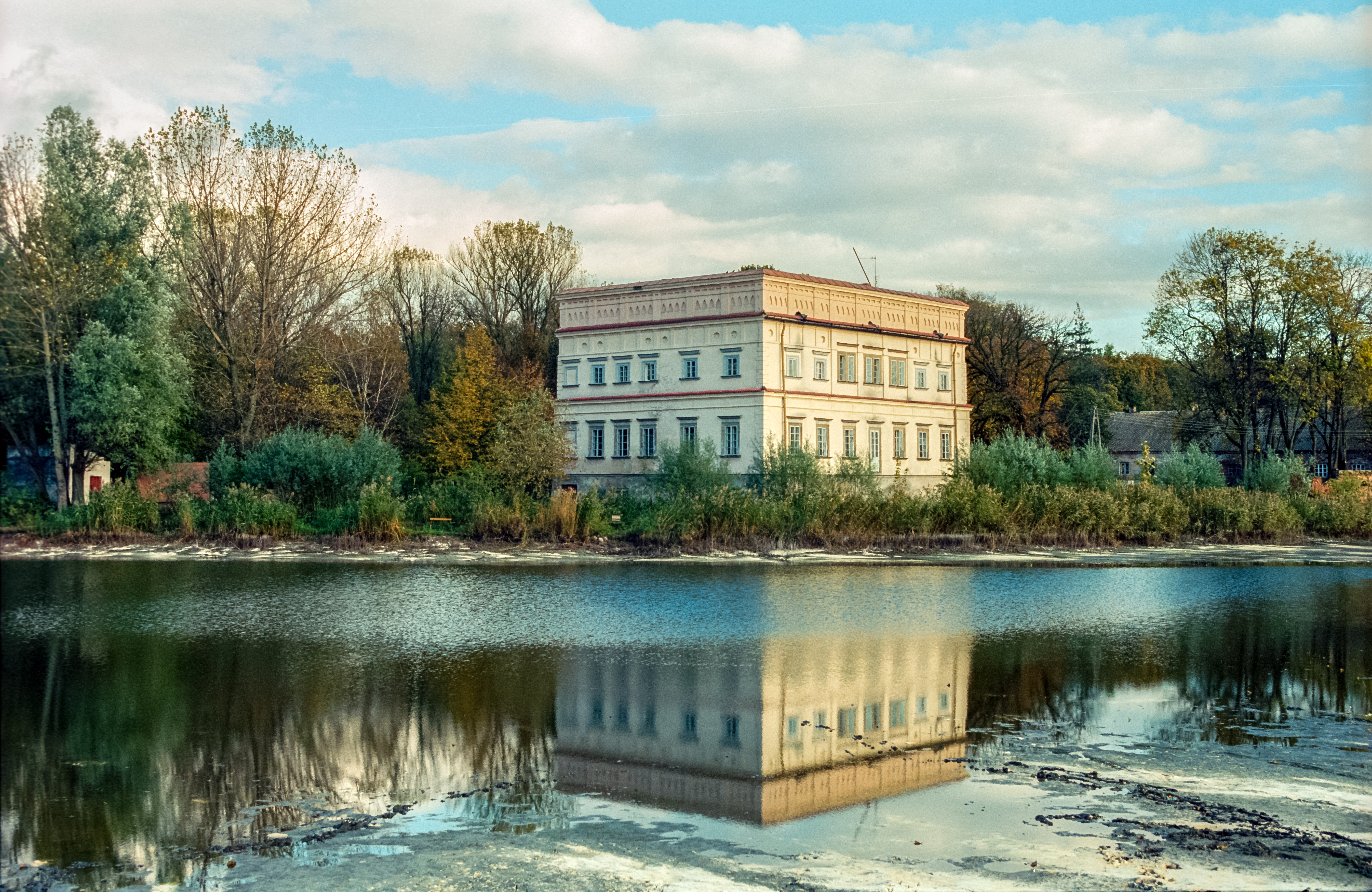
Zamek w Czemiernikach
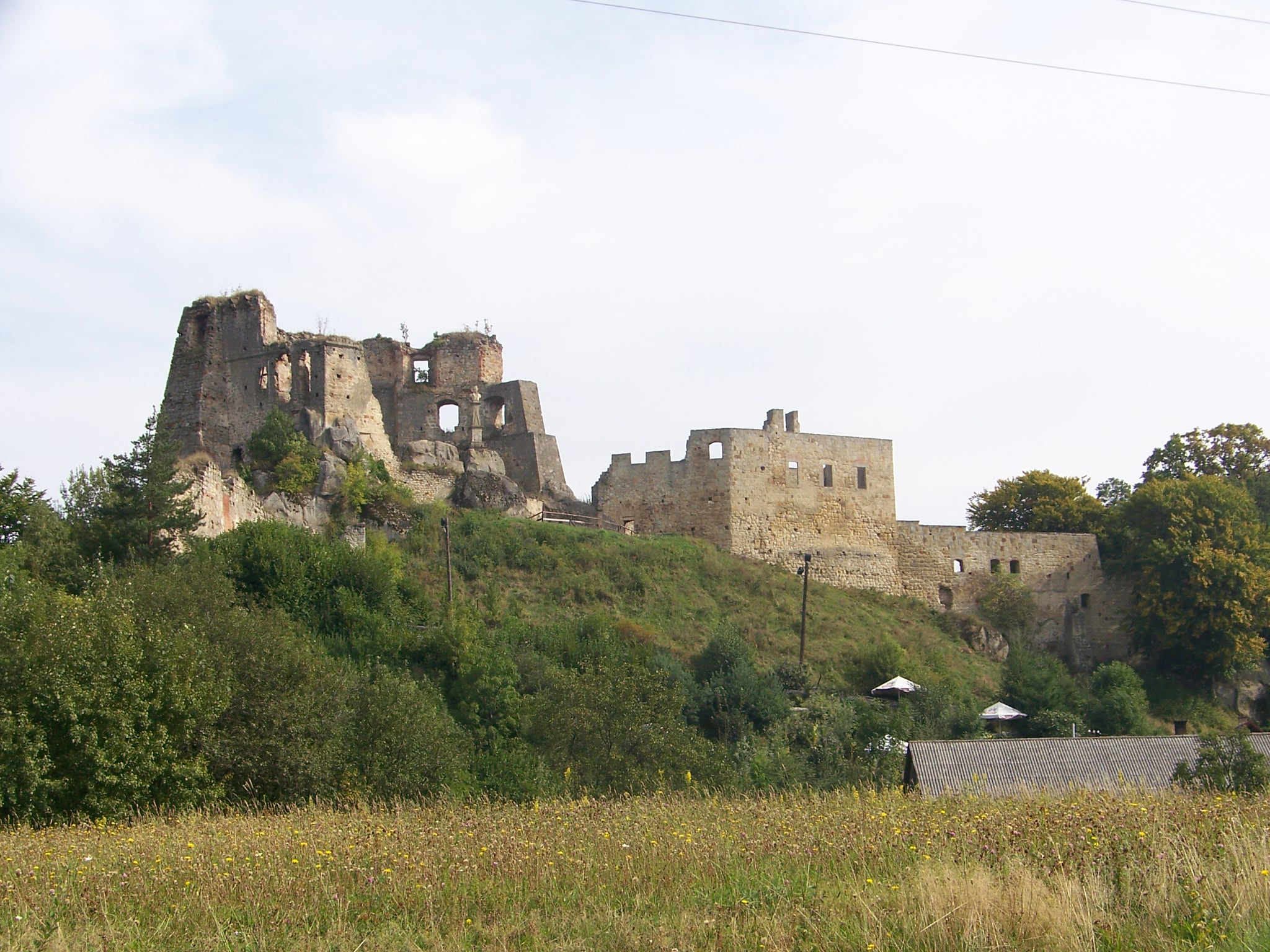
Zamek Kamieniec (ruina)
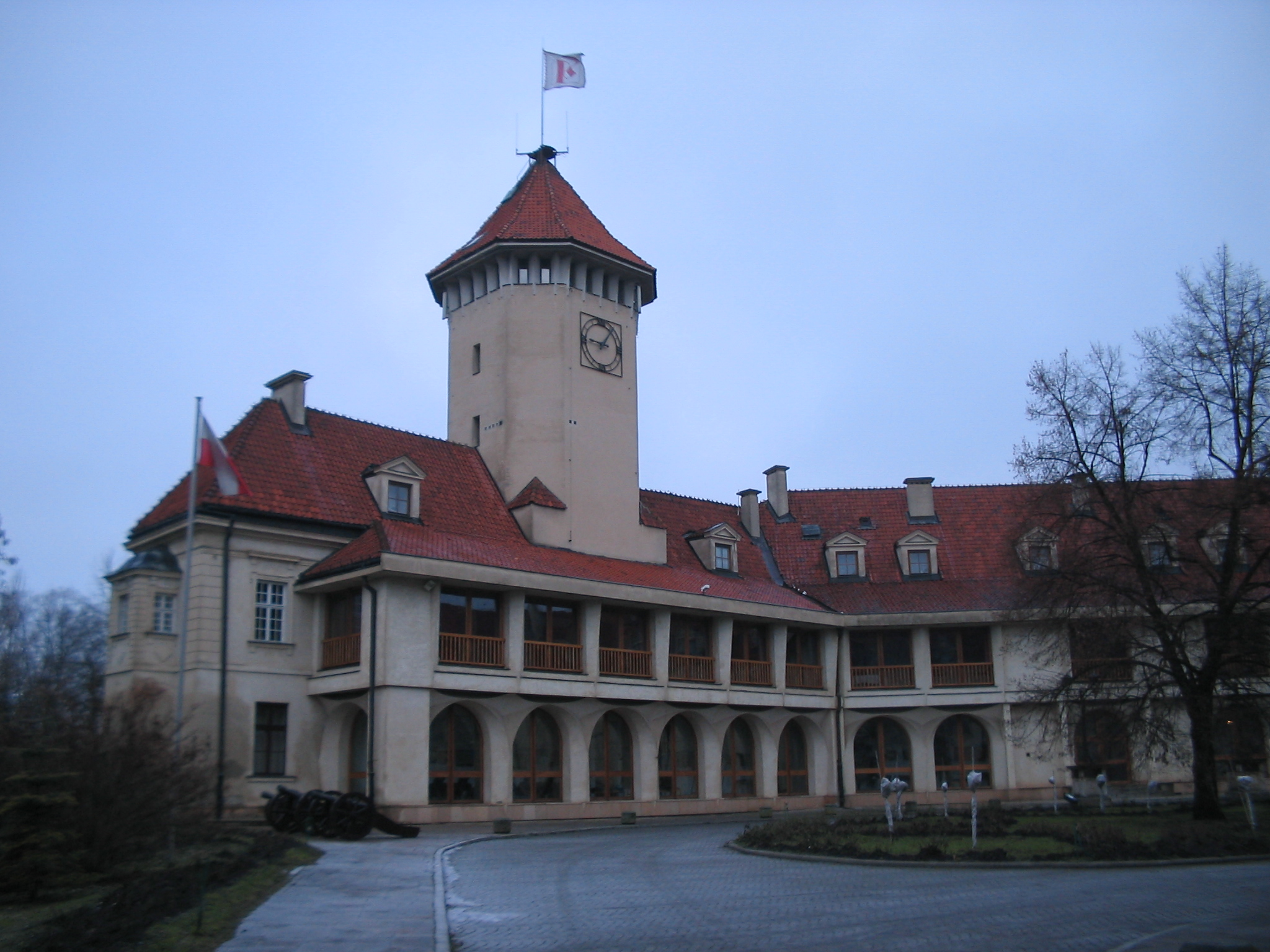
Zamek w Pułtusku
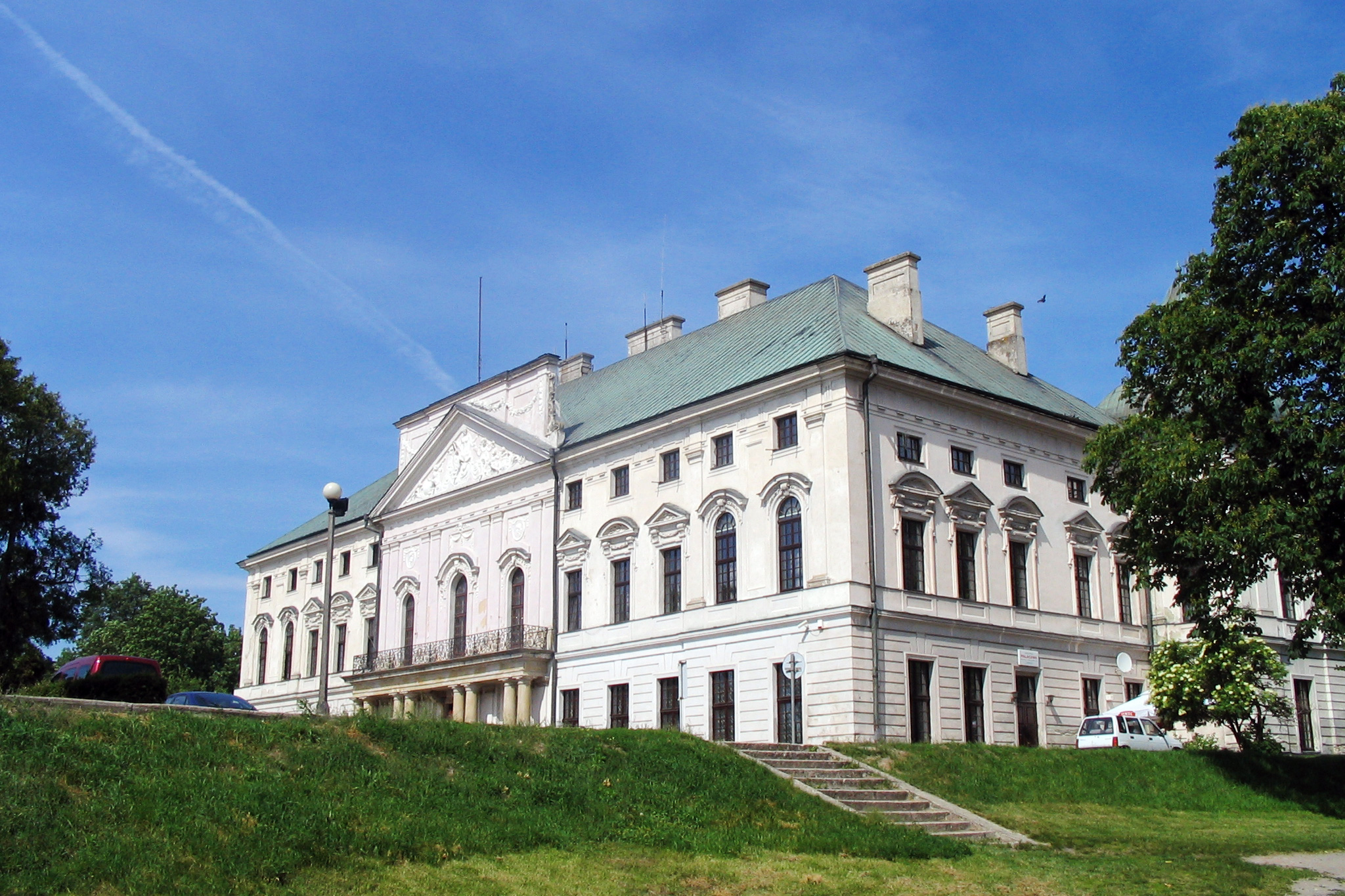
Pałac Sanguszków w Lubartowie
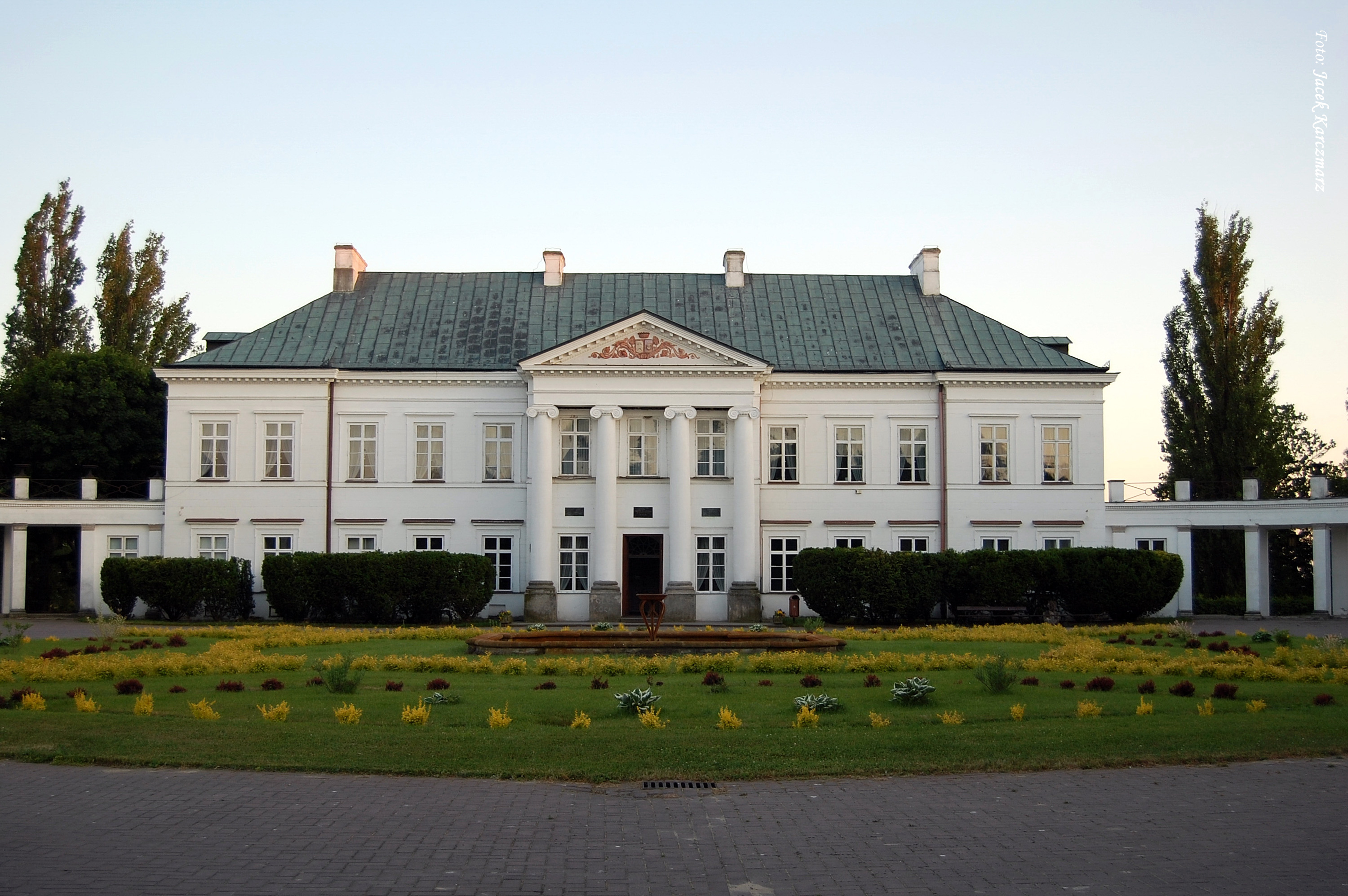
Pałac Jabłonowskich w Kocku
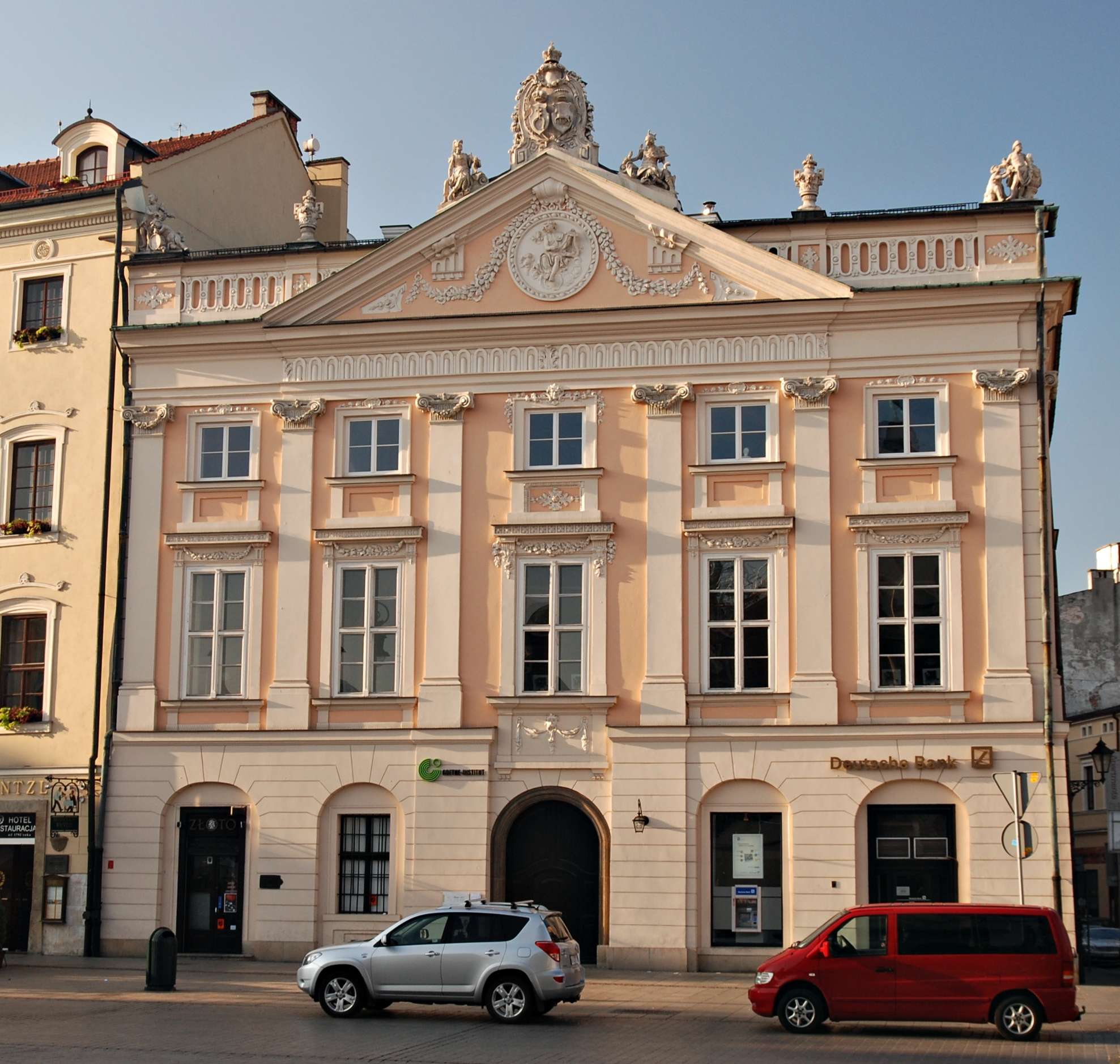
Pałac Zbaraskich w Krakowie

Inne majątki Firlejów:
- Pałac w Kijanach
- Dwór we Włodowicach (nie istnieje)
- Zamek w Komborni (nie istnieje)